# Włodzimierz Różański
Włodzimierz Różański (ur. 7 czerwca 1938 w Poznaniu, zm. 14 kwietnia 2006 tamże) – polski hokeista na trawie, olimpijczyk z Rzymu 1960.
W 1955 wywalczył wraz z partnerami z Warty Poznań tytuł mistrza Polski juniorów. Był mistrzem Polski seniorów (na otwartych stadionach) w latach 1963, 1965, 1967–1970. Również w odmianie halowej zdobywał tytuł mistrza Polski w latach 1963, 1967, 1969, 1970.
W reprezentacji Polski rozegrał 74 mecze zdobywając 22 bramki.
Na igrzyskach olimpijskich w 1960 wraz z kolegami z drużyny zajął w turnieju 12. miejsce.
Włodzimierz Różański został pochowany na cmentarzu na Miłostowie w Poznaniu.